# Chahrokh
Pour les articles homonymes, voir Chahrokh (homonymie).
Chahrokh Mirza (en persan : شاهرخ میرزا / Šâhrox Mirzâ), né en 1377 et mort en 1447, est le plus jeune des quatre fils de Tamerlan.

## Biographie
Gouverneur du Khorassan installé à Hérat, Chahrokh participe aux luttes de succession après la mort de son père en 1405 et monte sur le trône des Timourides en 1409. Il établit sa capitale à Hérat, où il est assisté par son fils Baysonqor, et nomme son fils aîné Ulugh Beg gouverneur de Samarcande. Tous les deux étaient les fils de son épouse préférée et influente, Goharshad. Deux autres de ses fils sont les bibliophiles Ibrahim Sultan et Mohammad Juki.
Bon stratège et bon administrateur, il bataille fréquemment contre divers envahisseurs mais développe une politique artistique, culturelle et scientifique brillante connue sous le nom de Renaissance timouride qui couvrit tout le XVe siècle et dont les deux cités-phares sont Hérat et Samarcande.
Après la mort de Chahrokh, Ulugh Beg lui succède brièvement avant d'être assassiné en 1449 par son fils Abd oul-Latif, lui-même tué en 1450. Si Samarcande retrouve une certaine stabilité sous Abou Saïd de 1452 à 1469, la vie culturelle s'y étiole et se transporte à Hérat, où s'installe son successeur Hossein Bayqara, grand mécène qui règne de 1469 à 1506.